# Людина грузинська
Людина грузинська (Homo georgicus, «Георгієць») — вимерлий вид гомінідів, чиї рештки виявлено на території Грузії.

## Опис
Всі представники Homo georgicus вимерли в процесі еволюції. Homo georgicus Vekua et al., 2002, імовірно, був локальним різновидом людини прямоходячої або перехідною формою між H. habilis і H. ergaster. Кам'яні знаряддя Homo georgicus — досить примітивні, лише трохи досконаліші від олдувайских знарядь Людини умілої.

### Виявлення решток. Можлива історія
Перші рештки Homo georgicus були виявлені в 1991 р. в Дманісі і датуються приблизно 1,77 млн років тому. Вік підтверджується як стратиграфічними і палеомагнітними дослідженнями, так і вивченням навколишньої викопної фауни. Таким чином, людина грузинська — найдавніший вид роду Homo, що мешкав на території Європи. Вивчення знайдених у Грузії решток древніх гомінідів показало, що колись невелика кількість можливих попередників людини сучасного типу, ймовірно, мігрувала з Африки в Європу, де потім вони або вимерли, або (за однією з теорій) могли еволюціонувати в Homo erectus. У другому випадку, вони могли б повернутися назад до Африки, де і почався їхній подальший перехід до Homo sapiens і поширення Homo sapiens з Африки по світу.

### Опис знахідки

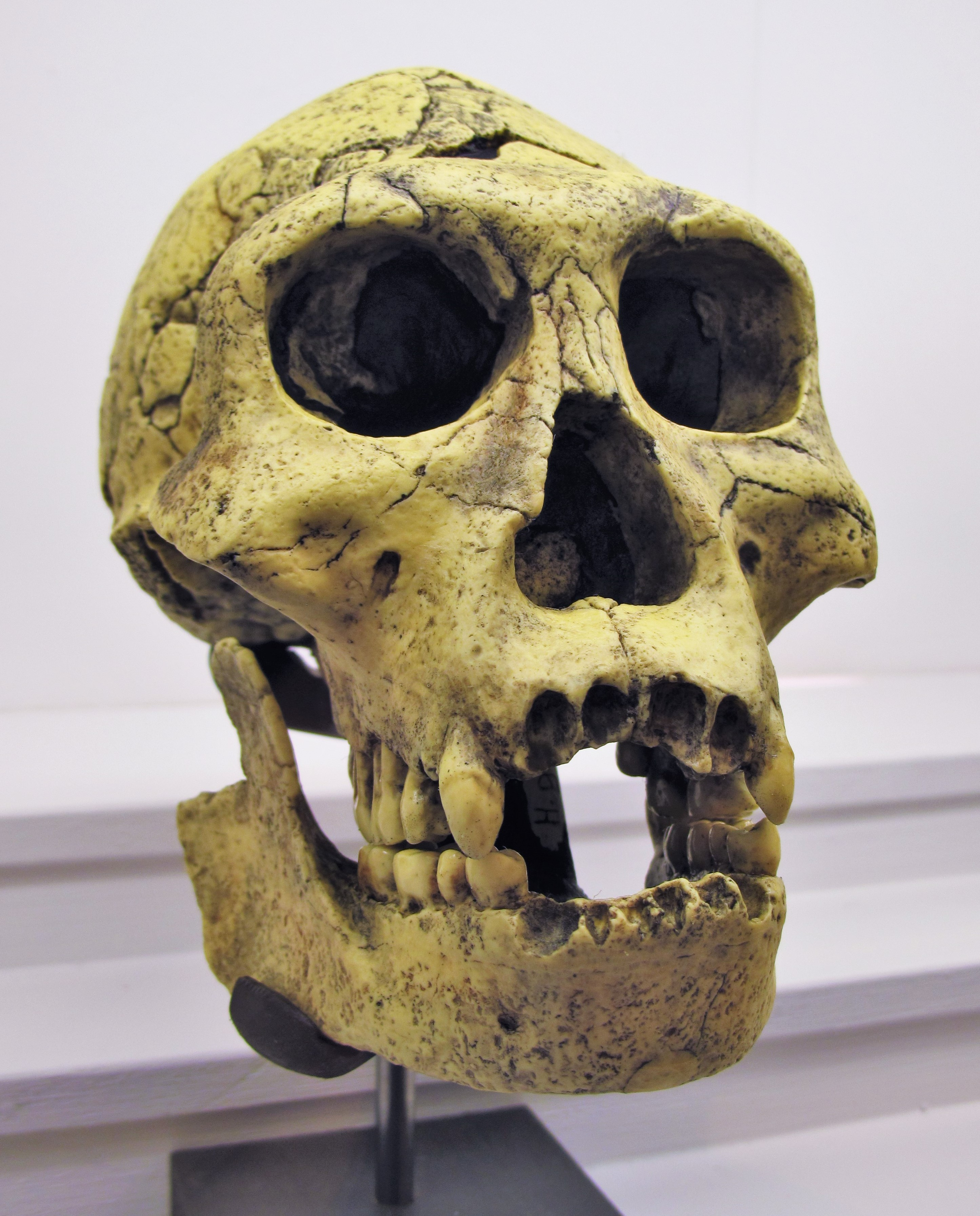
Викопний череп з Дманісі.

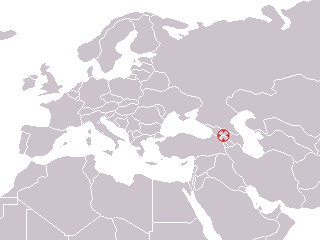
Розташування дманіської знахідки, Грузія.

Відомий грузинський антрополог Давид Лордкіпанідзе, який очолював археологічні дослідження в Дманісі, і його колеги описали чотири черепа, мозок володарів яких приблизно вдвічі поступався за своїми розмірами (600—680 см³) мозку сучасної людини. Знахідки в Дманісі з 1991 по 2007 р. являють собою частини скелета підлітка і трьох дорослих (тепер знайдений ще один, п'ятий череп, поки не описаний в наукових статтях). Примітний череп чоловіка без зубів, у якому майже всі зубні лунки заросли кістковою речовиною. Точно визначити вік померлого чоловіка важко, але, на думку Лордкіпанідзе, «йому могло бути років сорок, а то, що кістки проросли в порожнину зубних лунок, означає, що він прожив ще пару років після того, як випали зуби». Можливо, про нього піклувалися його одноплемінники, — говорить Лордкіпанідзе, — що дозволило вижити людині, яка не могла жувати їжу. Якщо археолог правий, то стародавні люди могли відчувати почуття, схоже на співчуття, — дещо несподівана якість для тих, хто перебував на такій ранній стадії еволюції. Щось подібне можна знайти, лише у неандертальців, що жили в Європі під час льодовикового періоду. На думку антрополога Філіпа Райтмайера, члена дманісійської дослідницької групи, це може бути ознакою переходу до більш високого рівня відносин, що припускає здатність планувати свої дії і ділитися їжею з іншими.
На підставі аналізу знахідок припускається, що ріст Homo georgicus був 145—166 см, маса — 40-50 кг.
Судячи по пропорціях і формі кісток, ноги у представників Homo georgicus нагадували ноги Homo sapiens, не рахуючи ряду окремих примітивних рис. Ноги були майже такі ж довгі, як у еректусів і сучасних людей, і помітно довші, ніж в австралопітеків. По-видимому, представники Homo georgicus відмінно бігали і могли проходити пішки великі відстані. Про це ж свідчить і будова хребців. Руки у них, однак, були скоріше як у австралопітеків, що особливо помітно в будові плечового суглоба (за цією ознакою люди з Дманісі нагадують також « хоббітів» з острова Флорес). За коефіцієнтом енцефалізації люди з Дманісі ближчі до габілісів, ніж до еректусів. За будовою хребта вони, навпаки, ближчі до останніх. Незначна різниця в розмірах чоловічих і жіночих особин також ріднить власників знайдених решток з Homo erectus та іншими пізнішими предками Homo sapiens.

## П'ятий череп з Дманісі показав величезний розмах індивідуальної мінливості ранніх Homo[5]
Немає сумнівів у тому, що всі п'ять одновікових черепів з Дманісі належать до одного виду (і до однієї популяції). Порівняльний аналіз морфології цих черепів продемонстрував величезний розмах індивідуальної мінливості, зіставний з тим, що спостерігається в сучасних людських популяціях (а також у популяціях шимпанзе). Мінливість добре видно на малюнках: особливо впадає в очі контраст між примітивними, мавпячими рисами D4500 і набагато більш людським, " сапієнтним " виглядом старого D3444.
Але якщо ранні Homo з Дманісі були настільки мінливі, то постає питання про те, чи правомірний традиційний поділ східноафриканських знахідок найдавніших Homo на кілька окремих видів (H. habilis, H. rudolfensis, ранні H. ergaster). Що якщо всі ці індивідууми насправді були представниками єдиного, поліморфного виду зі складною і мінливою популяційною структурою, що швидко еволюціонував? Такі здогадки висловлювалися і раніше, але вивчення черепа D4500, різко розширило уявлення про розмах внутрішньопопуляціонної мінливості стародавніх людей, зробило їх куди більш правдоподібними. За словами одного з авторів статті, М. С. Понсе де Леона (Ponce de León) із Антропологічного інституту Цюрихського університету, якщо б п'ять дманіських черепів були знайдені в різних районах Східної Африки, їх з великою ймовірністю віднесли б до кількох різних видів. Нова знахідка показала, що багато морфологічних відмінностей, які традиційно трактувалася як міжвидові, насправді знаходяться в межах нормальної внутрішньопопуляціонної мінливості ранніх Homo.
На основі нових даних автори пропонують відносити всіх представників людського роду, що жили близько 1,8 млн років тому, до одного виду — H. erectus, ранні представники якого виділяються в «хронопідвид» (chronospecies) H. erectus ergaster. Для дему (популяції), що проживала на території Грузії, пропонується назва H. erectus ergaster georgicus. Від своєї попередньої думки про доцільність виділення людей з Дманісі в окремий вид Homo georgicus автори в явній формі відмовилися.

### Припущення щодо загибелі
Всупереч висловленим раніше здогадам, на кістках не виявилося жодних ознак того, що їхні власники були жертвами великих хижаків. Зокрема, збереглися цілком деякі дрібні кістки, які майже ніколи не зберігаються у такому вигляді після трапези хижого звіра. В Дманісі знайдено не тільки людські кістки, але й досить багато одновікових скелетних решток всіляких великих і дрібних звірів. На деяких кістках збереглися подряпини, залишені кам'яними знаряддями. Одна кістка, що належала великій травоїдній тварині, була розгризена великим хижаком вже після того, як люди зіскоблили з неї м'ясо. Ця знахідка не може служити беззаперечним доказом того, що люди з Дманісі вже вміли полювати на великих тварин, але вона, принаймні, показує, що вони отримували доступ до туш раніше своїх конкурентів — ведмедів, гієн, леопардів і шаблезубих тигрів.